# Pampanga
Pampanga is een provincie van de Filipijnen centraal gelegen op het eiland Luzon. De provincie maakt deel uit van regio III (Central Luzon). De hoofdstad van de provincie is San Fernando. Bij de census van 2015 telde de provincie ruim 2.198.000 inwoners.

## Geografie

### Bestuurlijke indeling
Pampanga bestaat uit 3 steden en 19 gemeenten.

#### Steden
- Angeles
- Mabalacat
- San Fernando

#### Gemeenten
| - Apalit - Arayat - Bacolor - Candaba - Floridablanca - Guagua - Lubao - Macabebe - Magalang - Masantol | - Mexico - Minalin - Porac - San Luis - San Simon - Santa Ana - Santa Rita - Santo Tomas - Sasmuan |

Deze steden en gemeenten zijn weer verder onderverdeeld in 537 barangays.

## Demografie
Pampanga had bij de census van 2015 een inwoneraantal van 2.198.110 mensen. Dit waren 184.091 mensen (9,1%) meer dan bij de vorige census van 2010. Ten opzichte van de census van 2000 was het aantal inwoners gegroeid met 583.168 mensen (36,1%). De gemiddelde jaarlijkse groei in die periode kwam daarmee uit op 1,68%, hetgeen lager was dan het landelijk jaarlijks gemiddelde over deze periode (1,72%).

De bevolkingsdichtheid van Pampanga was ten tijde van de laatste census, met 2.198.110 inwoners op 2062,47 km², 1065,8 mensen per km².

## Economie
Uit cijfers van de National Statistical Coordination Board (NSCB) uit het jaar 2003 blijkt dat 14,7% (15.148 mensen) onder de armoedegrens leefde. In het jaar 2000 was dit nog 18,2%. Pampanga was daarmee gemiddeld duidelijk minder arm dan het landelijk gemiddelde van 28,7% en stond 72e op de lijst van provincies met de meeste mensen onder de armoedegrens. Van alle 79 provincies, ten tijde van het onderzoek, stond Pampanga 75e op de lijst van provincies met de ergste armoede..

## Geboren in Pampanga
- Pedro Abad Santos (San Fernando, 31 januari 1876), arbeidersleider en afgevaardigde (overleden 1945);
- Jose Abad Santos (San Fernando, 19 februari 1886), opperrechter hooggerechtshof (overleden 1942);
- Ed Ocampo (5 oktober 1938), basketbalspeler en -coach (overleden 1992);
- Brillante Mendoza (San Fernando, 30 juli 1960), filmregisseur.